# زبينغييف كيكا
زبينغييف كيكا (بالبولندية: Zbigniew Kicka)‏ (مواليد 9 أبريل 1950) هو ملاكم بولندي، مثّل بلاده في الألعاب الأولمبية الصيفية 1976.

## روابط خارجية
- زبينغييف كيكا على موقع أوليمبيديا (الإنجليزية)